# Gerasimos Xenophon Santas
Gerasimos Xenophon Santas (griechisch Γεράσιμος Ξενοφών Σάντας, * 23. März 1931 in Lefkas; † 20. Juni 2021) war ein US-amerikanischer Philosoph und Philosophiehistoriker.
Santas war Professor für Philosophie an der University of California, Irvine.
Seine Forschungsschwerpunkte waren die Philosophie der Antike, insbesondere Sokrates, Platon und Aristoteles.

## Schriften (Auswahl)
- mit Georgios Anagnostopoulos (Hrsg.): Democracy, Justice, and Equality in Ancient Greece: Historical and Philosophical Perspectives. Springer, 2018.
- Understanding Plato’s Republic. Wiley-Blackwell 2010.
- Goodness and Justice: Plato, Aristotle and the Moderns. Wiley-Blackwell. 2001.
- (Hrsg.): The Blackwell Guide to Plato’s “Republic”. Wiley-Blackwell. 2006.
- Plato and Freud. Two theories of love. Blackwell, Oxford 1988.
- Socrates. Philosophy in Plato’s early dialogues. Routledge. 1979.